# 凤凰山街道 (延安市)
凤凰山街道，是中华人民共和国陕西省延安市宝塔区下辖的一个乡镇级行政单位。

## 行政区划
凤凰山街道下辖以下地区：
枣园社区、文化沟社区、北关街社区、北门口社区、凤凰山社区和中心街社区。